# 临江街道 (大安市)
临江街道，是中华人民共和国吉林省白城市大安市下辖的一个乡镇级行政单位。

## 行政区划
临江街道下辖以下地区：
永兴社区和人和社区。